# Chelemys megalonyx
Chelemys megalonyx е вид гризач от семейство Мишкови (Muridae). Видът е почти застрашен от изчезване.

## Разпространение
Разпространен е в Чили.

## Описание
Теглото им е около 50,8 g.
Популацията на вида е намаляваща.